# 地米斯托克利
特米斯托克利（希臘語：Θεμιστοκλῆς；約前528年—約前459年），古希腊重要政治家、军事家。雅典人，曾任执政官。

## 推动雅典发展海军
前490年马拉松战役雅典取得胜利后，来自波斯帝国的威胁暂时解除，地米斯托克利于此时登上雅典的政治舞台，曾任雅典城邦的执政官，他是从平民阶级成长起来的政治人物，主张民粹主义，在下层雅典公民中很受欢迎。他政治上的主要对手是贵族阶级。他在雅典政坛上极力主张发展海军，由于暂时见不到波斯帝国的威胁，雅典人民没有对他的建议给予足够重视，于是地米斯托克利又极力鼓动对雅典世仇岛国埃伊納的侵略战争，结局是埃伊納被征服，而通过对埃伊納的战争，雅典建立起了一支强大海军。

## 指挥萨拉米湾海战
波斯帝国薛西斯一世发动对希腊的战争。包括雅典与斯巴达在内的31个希腊国家结成同盟，雅典虽然拥有希腊最强大的海军，地米斯托克利为保持同盟团结，主动提出由斯巴达人出任海军统帅，但是由于斯巴达人不善于指挥海军，所以处处要向地米斯托克利请教，因此地米斯托克利实际掌握了海军的统帅权。
在温泉关战役后，波斯军队直趋雅典，地米斯托克利认为坚守雅典城会导致失败，雅典人应该力图在海上击败波斯人。虽然一些雅典人反对这一主张，但雅典城邦大会最终决定执行这一方案，全体雅典人上船移到海上。波斯人将空无一人的雅典城夷为平地。
随后的萨拉米湾海战，地米斯托克利指挥希腊海军，将大约六百艘波斯军舰诱入雅典外的萨拉米湾，然后予以一举歼灭。从而赢得自马拉松战役以来，雅典对波斯的又一次辉煌胜利。也树立了以后一个世纪的雅典海上霸权。

## 被放逐，流亡波斯

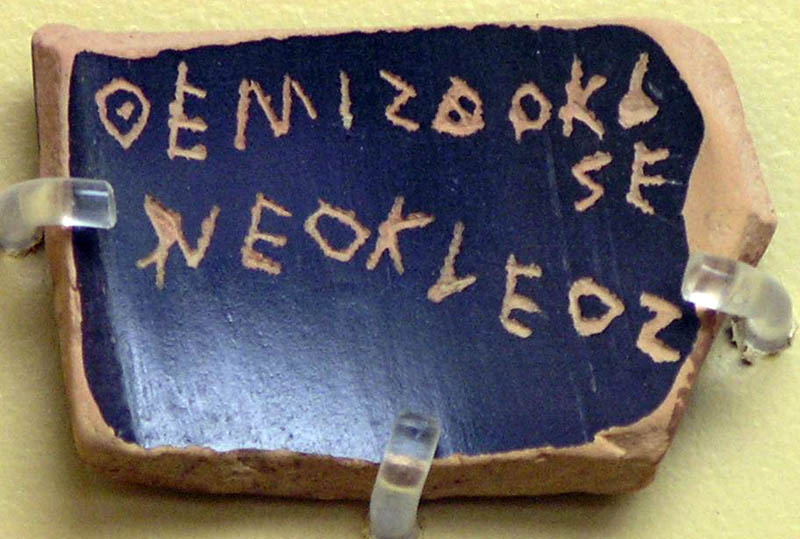
刻有地米斯托克利名字的陶片

萨拉米湾海战以后，地米斯托克利的个人声望和权力达到顶峰。但是，雅典人害怕出现一个军事独裁者，结果地米斯托克利被陶片放逐。陶片放逐法相当于公投，将可能对雅典民主制产生威胁的人放逐十年，除非特殊情况被城邦征召，不许他们回到雅典。被放逐人在雅典的财产、职位一切都会保留。被放逐的地米斯托克利起先住在阿尔戈斯。
不久，斯巴达称地米斯托克利和Pausanias在希波战争中私通波斯，放走了被俘的波斯贵族。听到要回雅典接受审判的消息，地米斯托克利因此辗转逃往波斯帝国，成为波斯王阿尔塔薛西斯一世的下属，而雅典则称其为叛徒。波斯国王想利用他的才智和声望，没有伤害他，而是给了他封地。

## 自尽传說
地米斯托克利65岁逝世，修昔底德的历史书中说他是善终，但普鲁塔克的历史书中说他死于自杀。按照普鲁塔克记载，雅典军队在客蒙的率领下，对波斯不断发动进攻，波斯不能抵御，波斯国王希望地米斯托克利重操旧业，统帅海军与雅典军队作战，地米斯托克利觉得无法面对自己的祖国与军队，于是饮公牛血自杀，也有说他喝下了毒药自杀。他死后，传言他的遗骨被秘密运回雅典他的家乡下葬（这是违反雅典法律的，因为雅典法律禁止叛变城邦的人回城邦下葬）。波斯国王敬重他的品德，在地米斯托克利的封地马格尼西亚为他建立了宏伟的坟墓。

## 评价
地米斯托克利虽然为雅典的强大作出的巨大的贡献，但是他在政坛上的名声并不好，他出身平民，野心勃勃，为实现自己的目的往往不择手段。早先便经常使用贿选等手段取得政治上的优势。
当然，在军事上，地米斯托克利可能是人类军事史上第一个相信海军的力量足以影响整个战局的人。在他领导下，雅典从无到有，发展出了一个世纪的雅典海上霸权。
萨拉米湾海战前，他能够率领雅典人全部离开雅典城，到海上与波斯人决战，更体现出了他的勇敢与胆识。
他悲剧性的流亡向世人展示出的雅典民主政治的另一面。地米斯托克利被流放后，贵族与平民的权利在雅典重新达到了平衡，直到伯里克利时，民主派压倒了贵族派。

## 相關文化藝術
電影300壯士：帝國崛起，2014年上映。
| 統治者頭銜        | 統治者頭銜                 | 統治者頭銜    |
| ----------------- | -------------------------- | ------------- |
| 前任： 皮索克里特 | 雅典执政官 前493年-前492年 | 繼任： 丢奈特 |

1. ↑   Plutarch <希臘羅馬英豪列傳(一)> 中文版 P205起